# Médréac
Médréac è un comune francese di 1 930 abitanti situato nel dipartimento dell'Ille-et-Vilaine nella regione della Bretagna. Vi si trovano numerosi menhir isolati.

## Società

### Evoluzione demografica
Abitanti censiti